# Comuna de Malbork
Malbork (polaco: Gmina Malbork) é uma gminy (comuna) na Polónia, na voivodia de Pomerânia e no condado de Malborski. A sede do condado é a cidade de Malbork.
De acordo com os censos de 2004, a comuna tem 3991 habitantes, com uma densidade 39,5 hab/km².

## Área
Estende-se por uma área de 100,93 km², incluindo:
- área agricola: 82%
- área florestal: 1%

## Demografia
Dados de 30 de Junho 2004:
|                      | Total   | Total | Mulheres | Mulheres | Homens  | Homens |
| -------------------- | ------- | ----- | -------- | -------- | ------- | ------ |
|                      | pessoas | %     | pessoas  | %        | pessoas | %      |
| População            | 3991    | 100   | 1959     | 49,1     | 2032    | 50,9   |
| Densidade (pop./km²) | 39,5    | 100   | 19,4     | 19,4     | 20,1    | 20,1   |

De acordo com dados de 2005, o rendimento médio per capita ascendia a 1870,42 zł.

## Comunas vizinhas
- Lichnowy, Malbork, Miłoradz, Nowy Staw, Stare Pole, Stary Targ, Sztum